# Wolong-Naturreservat
Das Wolong-Naturreservat (chinesisch 臥龍自然保護區 / 卧龙自然保护区, Pinyin Wòlóng Zìrán Bǎohùqū) ist ein, zum Schutz der Großen Pandas gegründetes Naturschutzreservat nahe der Großgemeinde Wolong im Kreis Wenchuan im Westen der chinesischen Provinz Sichuan.

## Gründung und Ziele
Das Wolong-Naturreservat erstreckt sich über 2.000 Quadratkilometer Bergwald und wurde bereits 1963 insbesondere zum Schutz des Großen Pandas eingerichtet und 1975 erstmals erweitert. 1980 lebten etwa 10 % der gesamten Wildpopulation dort. Der WWF stellte für die Einrichtung des Gebiets rund eine Million US-Dollar zur Verfügung und ging eine Kooperation mit der chinesischen Regierung ein. Neben der Erforschung der Pandas, war das Hauptziel bei der Gründung des Reservates, die Anzahl der Exemplare in Zuchtprogrammen zu erhöhen, um mittelfristig mehr Pandas in ihrem natürlichen Lebensraum auszuwildern.

## Forschungs- und Zuchtstation
Seit den 1990er Jahren wurden Kooperationen mit mittlerweile 16 Zoos in 14 Ländern aufgebaut, die das größte globale Netzwerk zur Erforschung der großen Pandas bilden. Neben Schutzmaßnahmen, medizinischem Wissen und Informationen zur Zucht geht es auch darum, der Öffentlichkeit Wissen über die Pandas und ihre Lebensweise zur Verfügung zu stellen. Um die Zucht der bedrohten Bären voranzutreiben, wurden zahlreiche Tiere als Leihgabe an unterschiedliche Zoos entliehen. Bai Yun, die erste Pandabärin, die 1991 in Wolong geboren wurde, ist ein prominentes Beispiel für diese Praxis. Sie wurde von 1996 bis 2019 an den San Diego Zoo in Kalifornien entliehen, wo sie zwischen 1999 und 2012 insgesamt sechs Jungtiere zur Welt brachte. Mit ihrem jüngsten Sohn, Xiao Liwu, kehrte sie 2019 nach China zurück. Insgesamt sind bis 2019 bereits 19 Pandas, die an dem Programm teilgenommen haben, nach China zurückgekehrt.
Auch die beiden Pandas Meng Meng und Jiao Qing, die seit 2017 im  Zoologischen Garten Berlin leben, sind als Leihgabe im Rahmen des Zuchtprogramms dort und haben bereits zwei Nachkommen zur Welt gebracht. Das Berliner Paar kommt allerdings nicht aus Wolong, sondern aus einem weiteren Panda-Zentrum im nahe gelegenen Chengdu, dem Chengdu Research Base of Giant Panda Breeding. Im Gebiet befindet sich außerdem eine Forschungs- und Zuchtstation für Große Pandas (Wolong Shenshuping Panda Base). Verschiedene Zuchtprogramme haben dort bis 2010 zur Geburt von 86 Panda-Jungen geführt.

## Weitere Tierarten im Naturreservat

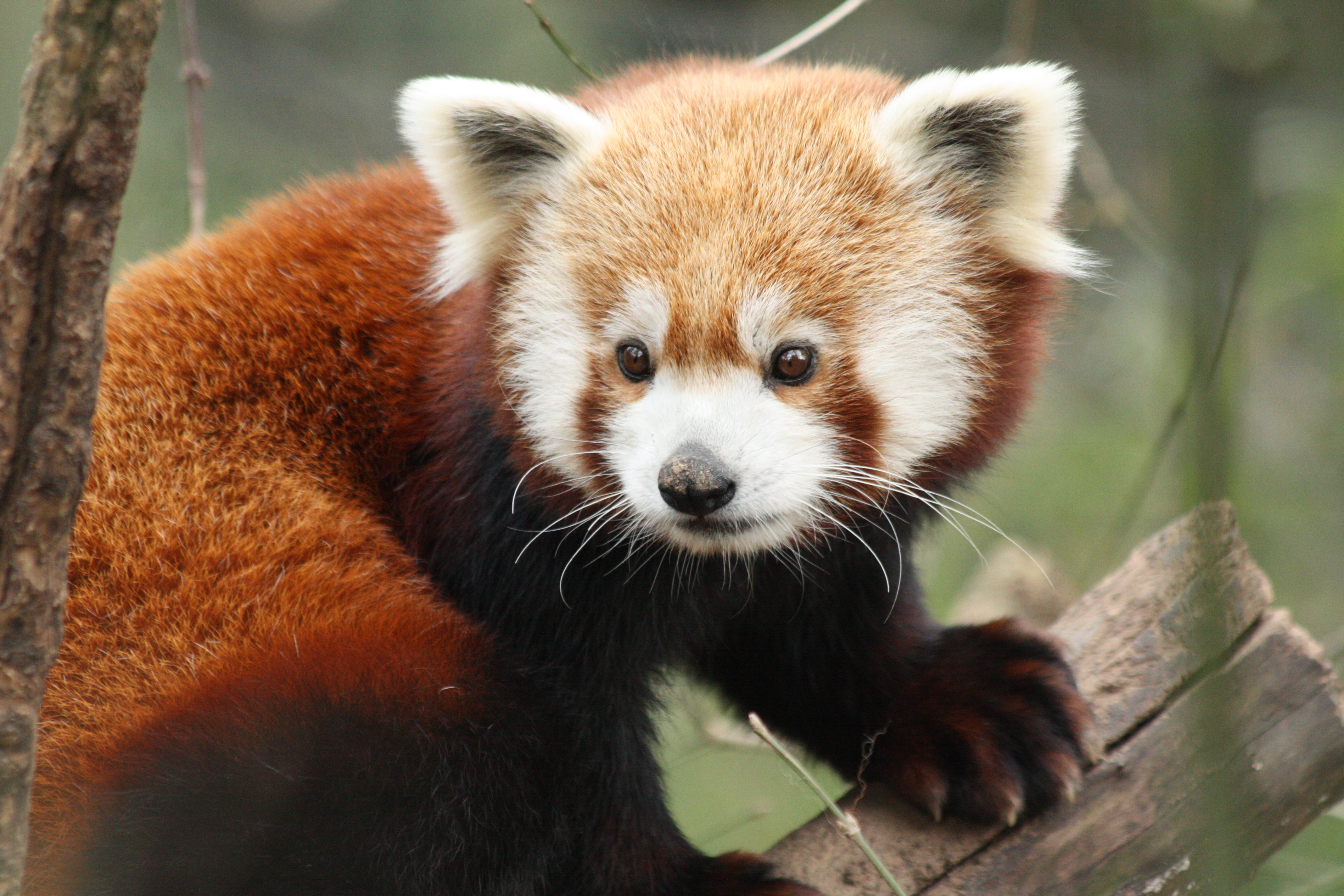
Katzenbär auch Kleiner Panda genannt

Zur Tierwelt des Schutzgebiets gehören neben den Großen Pandas auch Leoparden, Rothunde und kleinere Raubtiere, wie Asiatische Goldkatzen, Katzenbären, Schweinsdachse und Buntmarder. Die Huftiere sind durch Sichuan-Takine, Wildschweine, Moschustiere, Seraue, Gorale, Schopfhirsche und Sambarhirsche vertreten. In den Wipfeln leben Goldstumpfnasen und Flughörnchen (Trogopterus xanthipes), am Boden leben Bambusratten und Stachelschweine. Durch die Temperaturunterschiede, die sich aus den unterschiedlichen Höhenlagen ergeben, und die Lage in einem Übergangsgebiet treffen hier tropische Arten, wie Nebelparder und Sambarhirsche auf nördliche Tiere, wie Weißlippenhirsche, Schneeleoparden und Nordluchse.

## Rückschläge und Probleme

### Menschliche Eingriffe
Die Zerstörung der natürlichen Lebensräume im Reservat hielt 2000 weiterhin an und war teilweise sogar höher als in angrenzenden Gebieten außerhalb des Schutzgebietes.
Um die Bestände der Pandas besser überwachen und ihren Lebensraum besser schützen zu können, ist die Unterstützung der Einheimischen notwendig. Wer als Wildhüter oder im Öko-Tourismus sein Auskommen findet, wird eher bereit sein, das Schutzgebiet zu respektieren, als Menschen, die weiterhin aufgrund ihrer Lebensumstände zu Wilderei und illegalem Schlagen von Feuerholz gezwungen sind.
Selbst 2020, als der deutlich größere Nationalpark, „Giant Panda National Park“, gegründet wurde, gab es noch immer Berichte von Viehherden, die verbotenerweise im Schutzgebiet grasten, während örtliche Behörden nichts dagegen unternahmen.

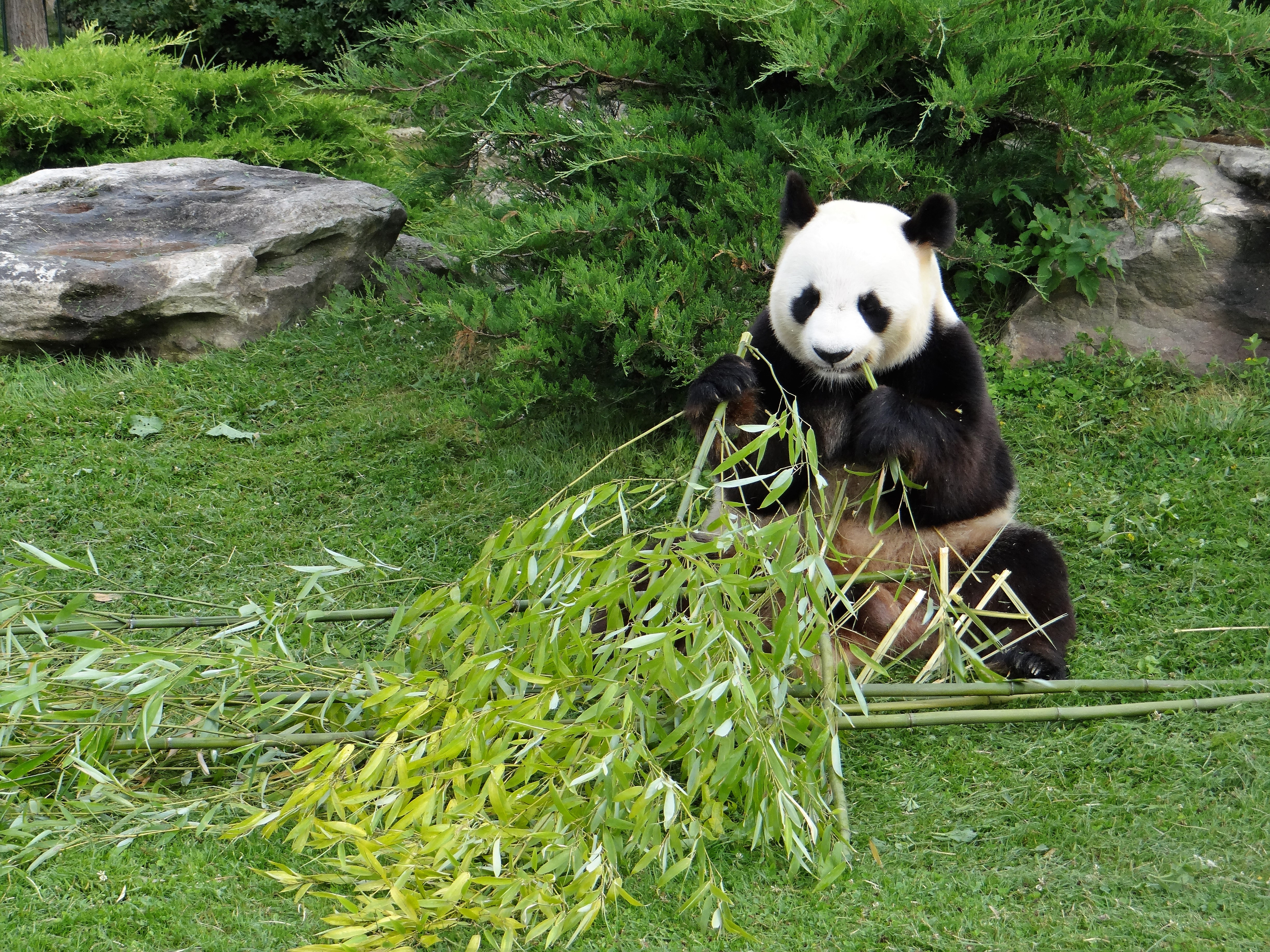
Beauval - Großer Panda 07

### Das Erdbeben von 2008
Die Panda-Aufzuchtstation von Wolong war stark von dem Erdbeben in Sichuan 2008 betroffen. Zahlreiche Gehege der damals 63 Pandas wurden zerstört, wobei eine Pandabärin getötet wurde und ein weiteres Tier schwer verletzt. Unter Lebensgefahr gelang es den Tierpflegern, alle 13 Jungpandas in Sicherheit zu bringen. Die Zerstörung war so groß, dass ein Teil der Tiere nach Bifengxia in eine andere Zuchtstation umgesiedelt werden mussten. Der umliegende Bambuswald war darüber hinaus so stark beschädigt, dass rund um die Zuchtstation intensive Wiederaufforstung betrieben werden musste.

## Nationalpark „Giant Panda National Park“
Die Zusammenlegung der Schutzgebiete des Großen Panda in Sichuan hatte zum Ziel, den Artenreichtum des Gebietes zu schützen. Die Lebensräume versprengter Pandapopulationen zu verbinden, war schon lange der Wunsch zahlreicher Naturschützer.
Mit der Einrichtung des Nationalparks „Giant Panda National Park“ 2020 wurde eine Fläche von der Größe Siziliens unter Schutz gestellt. Um die 67 kleinen Schutzgebiete miteinander zu verbinden, waren auch der Bau von Wildtierbrücken und die Stilllegung einiger Straßen zur Erschaffung passierbarer Korridore notwendig. Um diese Verbindungen möglich zu machen, wurden zahlreichen Minen stillgelegt und über 100.000 Menschen umgesiedelt. Die staatseigene Bank of China hat sich mit 1,5 Mrd. USD an der Umsetzung des Großprojektes beteiligt. Das wichtigste Ziel, bei der Ausdehnung des Schutzgebietes bestand darin, die isoliert lebenden Pandapopulationen vor genetischer Verarmung durch Inzucht zu schützen. Die einzelgängerischen Bären erhalten durch die Ausdehnung des Nationalparks die Möglichkeit, sich frei in einem größeren Gebiet zu bewegen, neue Lebensräume zu erschließen und sich mit einer größeren Auswahl an Partnern zu paaren, was auch der Widerstandsfähigkeit ihres Nachwuchses zugutekommt. Ein weiteres Ziel besteht darin, die Biodiversität des Gebietes, in dem nachweislich mindestens 3.446 Pflanzenarten und 641 Wirbeltierarten leben, dauerhaft zu schützen.